# Mieczysław Skowroński-Sas
Mieczysław Skowroński-Sas (ur. 24 lutego 1920 w Szaflarach, zm. 19 grudnia 1996 w Londynie) – polski inżynier, działacz emigracyjny, rektor Polskiego Uniwersytetu Na Obczyźnie, minister w rządach Kazimierza Sabbata.

## Życiorys
W 1938 uzyskał świadectwo dojrzałości a następnie kontynuował naukę w Szkole Podchorążych Łączności.

### II wojna światowa
Walczył w wojnie obronnej 1939 i kampanii francuskiej 1940 w stopniu podchorążego. Następnie służył jako oficer w Samodzielnej Brygadzie Strzelców Karpackich, walcząc w kampanii libijskiej, a następnie w 2 Korpusie Polskim, w szeregach 3 Karpackiego Batalionu Łączności. Ciężko ranny pod Loreto. Został odznaczony Krzyżem Walecznych (dwukrotnie) i Orderem Virtuti Militari (V klasy).

### Działalność naukowa i społeczna
Po II wojnie światowej pozostał na emigracji w Wielkiej Brytanii, w latach 1945–1951 odbył studia techniczne na Wydziale Mechanicznym w Herriot-Watt College oraz na Wydziale Inżynierii Lądowej Polish University College. W 1965 obronił pracę doktorską w Polskim Uniwersytecie Na Obczyźnie z zakresu technologii betonu. Zawodowo zajmował się budownictwem lądowym, od 1959 pracował w Afryce, od 1965 w magistracie Londynu jako „principal engineer” oraz „principal project engineer”. W latach 1973–1975 był prezesem Stowarzyszenia Techników Polskich w Wielkiej Brytanii. W 1978 został profesorem Polskiego Uniwersytetu Na Obczyźnie, od 1979 był członkiem Senatu PUNO, w latach 1983–1986 prorektorem, w latach 1987–1993 rektorem PUNO. Był członkiem Polskiego Towarzystwa Naukowego na Obczyźnie, od 1980 członkiem jego Komisji Rewizyjnej, w latach 1981–1989 przewodniczącym tej komisji.

### Działalność polityczna
Od 1973 do 1983 oraz w latach 1989–1991 był członkiem IV, V, VI i VIII Rady Narodowej, z ramienia Niezależnej Grupy Społecznej. W 1976 został ministrem informacji i dokumentacji w pierwszym rządzie Kazimierza Sabbata, funkcję tę pełnił także w drugim rządzie sformowanym przez tego polityka w 1978. W trzecim rządzie Kazimierza Sabbata sformowanym w 1979 został natomiast ministrem spraw emigracji. Tę ostatnią funkcję pełnił do 20 listopada 1982. Zmarł 19 grudnia 1996. Pochowany w kolumbarium przy kościele św. Andrzeja Boboli w Londynie (Nowe columbarium Postument L). 

## Ordery i odznaczenia
- Krzyż Komandorski z Gwiazdą Orderu Odrodzenia Polski (1989)[4]
- Krzyż Komandorski Orderu Odrodzenia Polski (3 maja 1984)[5]

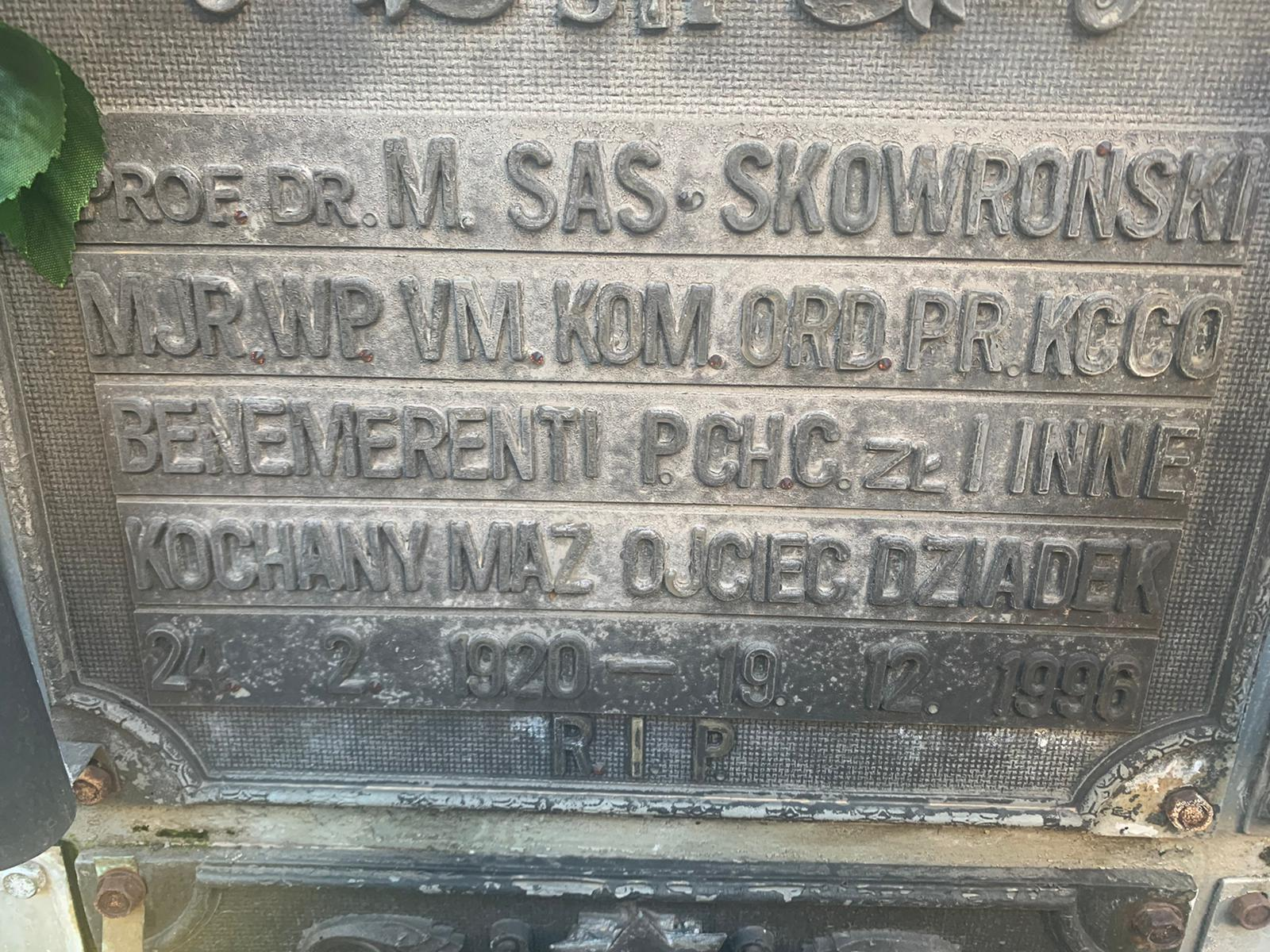
Grób Mieczysława Skowrońskiego - Sas

- Grób Mieczysława Skowrońskiego - SasKrzyż Kawalerski Orderu Odrodzenia Polski